# Мимоза Хиса
Мимоза Хиса (на албански: Mimoza Hysa) е албанска преводачка и писателка на произведения в жанра драма.

## Биография и творчество
Мимоза Хиса е родена на 6 август 1967 г. в Тирана, Албания.
През 1989 г. завършва с магистърска степен италианска филология във Факултета по чужди езици в Университета в Тирана и магистърска степен по писмен и устен превод. Завършва курс за учители по италиански език в чужбина в Университета за чуждестранни студенти в Перуджа. През 2009 г. завършва онлайн степен „ConsorcioIcoN“ (Асоциация на 22 италиански университета) за италианска култура, защитавайки теза за критиката на поезията на Еудженио Монтале. След това защитава докторска степен по албанска филология в Центъра по албанологични изследвания в Тирана.
След дипломирането си работи на свободна практика като сертифициран преводач на албански език на важни автори на италианската литература, като Джакомо Леопарди, Салваторе Куазимодо, Джузепе Унгарети, Дино Будзати, Еудженио Монтале, Антонио Табуки и Клаудио Магрис и др. Член е на Албанската асоциация на преводачите.
Заемала е длъжността съветник на министъра по културните въпроси, както и е ръководила Дирекция за творчество и превод на речта.
Сътрудничи си с литературни списания и вестници относно литературни изследвания и рецензии и подготвя някои томове чуждестранна литература. Авторка е на три телевизионни проекта за литература.
Авторка е и на три книги: „Времето на вятъра“ (2005), „История без имена“ (2007), „Моето място“ (2008).
Удостоена е с няколко национални награди за своите творби, включително Голямата награда за превод за 2014 г. от Министерството на културата на Италия.
Мимоза Хиса живее със семейството си в Тирана.

## Произведения

### Самостоятелни романи
- Koha e Erës (2005)
- Histori pa emra (2007)

### Сборници
- Vend/imi (2008) – разкази

### Преводи
- „L'ora di tutti“ от Мария Корти
- „Antologjia e poezisë italiane të shek XX“ – съпреводач
- „Non ti muovere“ от Маргарет Мацантини
- „Mistere të padukshme“ от Дино Будзати
- „Notti difficili“ от Дино Будзати
- „Sostiene Pereira“ от Антонио Табуки
- „Tristano muore“ от Антонио Табуки
- „Io non ho paura“ от Николо Аманити
- „Citty“ от Алесандро Барико
- „Kasandra“ от Криста Волф
- „L’impero dei draghi“ от Валерио Манфреди
- „Alexandros" трилогия от Валерио Манфреди
- „Da una camera all’altra“ от Грация Ливи
- „Tu che mi ascolti“ от Алберто Бевилакуа
- „Lui che ti tradiva“ от Алберто Бевилакуа
- „Rastet“ от Еудженио Монтале